# Наваррете Кортес, Урбано
Урбано Наваррете Кортес (исп. Urbano Navarrete Cortés; 25 мая 1920, Камарена-де-ла-Сьерра, Испания — 22 ноября 2010, Рим, Италия) — испанский кардинал, иезуит, не имевший епископской ординации. Ректор Папского Григорианского университета с 1980 по 1994. Кардинал-дьякон с титулярной диаконией Сан-Понциано с 24 ноября 2007.

## Ранние годы
Урбано Наваррете Кортес родился 25 мая 1920 года, в Камарена-де-ла-Сьерра, епархия Теруэль-и-Альбаррасин, Испании. Урбано происходил из семьи зажиточных фермеров хорошего достатка. Сын Хосе Наваррете Эстебана. Урбано был четвёртым из шести братьев и сестёр, из которых пятеро последовали религиозным призваниям, трое из них у иезуитов, а две сестры стали монахинями. В начале гражданской войны в Испании (1936—1939), часть семьи, которая могла покинуть зону Теруэль так и сделала и собралась в Сарагосе.

## Образование и монашество
Вступил в Общество Иисуса 20 июня 1937 года, в Италии, где новиций провинции иезуитов Арагона находился из-за гражданской войны, два года спустя он вернулся в Испанию, чтобы продолжить свое священническое образование.
В течение четырёх лет, он изучал гуманитарные науки в центре монастыря Веруэла, в Сарагосе, он сделал магистерскую диссертацию, три года учительства, в том же самом центре. Затем он изучал философию в течение трёх лет на факультете Сарриа, в Барселоне, где получил докторскую степень, а затем, в течение четырёх лет, он изучал богословие на факультете Оны, в Бургосе, получив и там докторскую степень. И, наконец, он изучал каноническое право в течение четырёх лет в Папском Григорианском университете в Риме, где он также получил докторскую степень.

## Священство и преподавательская деятельность
Урбано Наваррете Кортес был рукоположён в сан священника 31 мая 1952 года, в Барселоне, во время 35-го Международного евхаристического конгресса, архиепископом Аньцина иезуитом Федерико Мелендро Гутьерресом. 
Профессор матримониального права в Папском Григорианском университете с октября 1958 года, декан факультета канонического права с 1965 до 1980, ректор Папского Григорианского университета с 1980 по 1986 года. 
Урбано Наваррете Кортес участвовал в качестве эксперта на Втором Ватиканском соборе 1962—1965. Он принимал активное участие в пересмотре Кодекса канонического права. Он входил в состав рабочей группы по пересмотру матримониального права в Кодексе канонического права Латинской Церкви и одной из Восточных Церквей. Позднее он был назначен членом Папской комиссии по редакции инструкции «Dignitas connubii» на брачных процессах. 
В 1994 году Наваррете Кортес получил степень почётного доктора Папского университета Саламанки, в Испании, и от католического университета Петера Пазманя, в Венгрии. Советник Конгрегации богослужения и дисциплины таинств, Конгрегации доктрины веры, Верховного Трибунала Апостольской Сигнатуры и Папского Совета по интерпретации законодательных текстов. 
В 2005 году муниципалитет Камарена-де-ла-Сьерра, назвал улицу в честь Наваррете Кортеса, рядом с домом, где он родился. Он был всемирно известным канонист и пролайфовым автором, который написал около 150 произведений, избранные из них, написанные на латыни или итальянском, были собраны в объеме 1200 страниц, и опубликованы 18 октября 2007 года, Библиотекой испанских авторов (исп. Biblioteca de Autores Españoles), в Мадриде, под названием «Derecho Matrimonial Canónico. Evolución a la luz del Concilio Vaticano II».

## Кардинал
17 октября 2007 года Папа римский Бенедикт XVI объявил о новой консистории, на которой Урбано Наваррете Кортес был объявлен среди номинантов. Урбано Наваррете Кортес попросил, чтобы его освободили от обязательного требования епископского рукоположения и диспенсация была предоставлена Папой Бенедиктом XVI.
Возведён в кардиналы-дьяконы на консистории от 24 ноября 2007 года, получил красную шапку и титулярную диаконию Сан-Понциано в тот же день. 
Так как на момент возведения в кардиналы, он был старше восьмидесяти лет, то он не имел права участвовать в Конклаве. Его кардинальским девизом был «Dilexit Ecclesiam» (Любить Церковь). Наваррете Кортес проживал в Папском Григорианском университете в Риме.
Его назначение последовало прецеденту предыдущих римских понтификов для награждения священников, которые внесли значительный вклад в жизнь и деятельности Церкви.

## Смерть и похороны
Скончался кардинал Урбано Наваррете Кортес 22 ноября 2010 года, в первой половине дня, в Риме. Папа Бенедикт XVI послал телеграмму соболезнования отцу Адольфо Николас Пачону генеральному настоятеля Общества Иисуса. Тело покойного кардинала было выставлено в капелле курии Общества Иисуса, на борго Санто-Спирито 5, Рим. 
В среду 24 ноября 2010 года в 11.30 утра, в алтаре Кафедры Святого Петра собора Святого Петра, состоялось отпевание покойного кардинала. Мессу отслужил кардинал Анджело Содано, декан Коллегии кардиналов, в сослужении двадцати двух кардиналов, среди которых были кардинал Бертоне, государственный секретарь Святого Престола и кардинал Уильям Джозеф Левада, префект Конгрегации доктрины веры и другие. Присутствовал также дипломатический корпус, аккредитованный при Святым Престолом, а так  же ватиканские дипломаты и представители Римской курии: архиепископы Филони — заместитель Государственного секретаря по общим делам — и Мамберти — секретарь по отношениям с государствами, монсеньоры Питер Брайан Уэллс, асессор государственного секретариата Ватикана; Этторе Балестреро — заместитель секретаря по связям с государствами — и Фортунатус Нвачукву, руководитель протокола, участвовали также два племянники кардинала Наваррете. 
В конце Евхаристической службы, Папа произнёс проповедь и провёл обряд Ultima Commendatio и Valedictio. Похороны прошли в третью годовщину возведения Наваррете Кортеса в кардиналы. Тело покойного кардинала было похоронено в усыпальнице иезуитов на кладбище Кампо Верано, в Риме.